# Estrofa sáfica

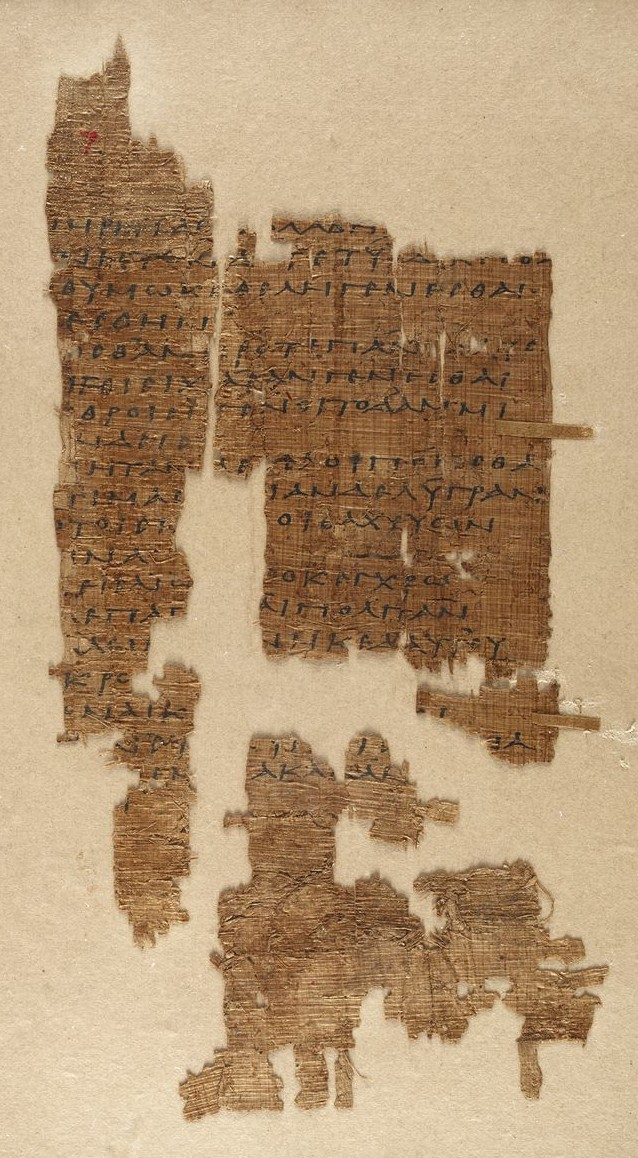
Papiro Oxirrinco 7

La estrofa sáfica se compone de cuatro versos: tres endecasílabos sáficos y un pentasílabo: adonio con acento en primera y cuarta sílaba. En la literatura española moderna se considera favorecida por el uso de Italia, aunque procede de la lírica griega eolia, de Safo de Lesbos, poetisa de la Antigua Grecia, a la que debe su nombre, o de Alceo, y se revitalizó en la romana: Catulo, Horacio, hasta la tardo- antigüedad y Edad Media. Se cita también a Melino, Swinburne, Ginsberg, etc.

## Verso sáfico
Endecasílabo con acento en la cuarta, octava y décima sílaba; o en la cuarta, sexta y décima.
- Diccionario de la Real Academia Española

Verso sáfico:
1. m. Métr. En la poesía griega y latina, verso compuesto de once sílabas distribuidas en cinco pies, de los cuales son, por regla general, troqueos el primero y los dos últimos, espondeo el segundo, y dáctilo el tercero.
2. m. Métr. En la poesía española, verso que consta de once sílabas, como el griego y latino, y cuyos acentos métricos estriban en la cuarta y la octava. Es más cadencioso y tiene mayor semejanza con el sáfico antiguo cuando su primera sílaba es larga.

## Origen y evolución
El verso sáfico de la poesía clásica se empleó durante la Edad Media especialmente en composiciones de carácter religioso. En el Renacimiento solían aparecer en las mismas estrofas cuatro modalidades de endecasílabo (heroico, enfático, melódico y sáfico). A partir de finales del siglo XVI, el endecasílabo sáfico empezó a utilizarse como estrofa independiente a imitación de la métrica clásica.
En los siguientes versos de Garcilaso, aparecen los cuatro tipos de endecasílabos: (Égloga III, vv 65.68)
Con tanta mansedumbre el cristalino (heroico)
Tajo en aquella parte caminaba, (enfático)
Que pudieran los ojos el camino (melódico)
Determinar apenas que llevaba. (sáfico)
En España, es ejemplar su uso en el siglo XII, en una oda latina anónima del Cid Campeador: Carmen Campidoctoris; en romance, reapareció hacia el siglo XVI; el uso del XVII, con la arquetípica de Esteban Manuel de Villegas (los tres endecasílabos son intercambiables en su orden, y adjetivan al "céfiro blando" del adonio) se transmite al Neoclasicismo; Miguel de Unamuno la utilizó y enriqueció en varias ocasiones. Ejemplo:
Bosque de piedras que arrancó la historia

a las entrañas de la tierra madre,

remanso de quietud, yo te bendigo,

mi Salamanca.
Del corazón en las honduras guardo

tu alma robusta; cuando yo muera,

guarda, dorada Salamanca mía,

tú mi recuerdo.
Y cuando el sol al acostarse encienda

el oro secular que te recama,

con tu lenguaje, de lo eterno heraldo,

di tú que he sido.
Miguel de Unamuno

## Clasificación
- sáfico, ca   Real Academia Española

Del lat. Sapphĭcus, y este del gr. Σαπφικός Sapphikós, der. de Σαπφώ Sapphṓ 'Safo', poetisa griega.
1. adj. Dicho de una estrofa: Compuesta de tres versos sáficos y uno adónico.
2. adj. Dicho de una composición: Que consta de estrofas sáficas.
- Sáfico, -a María Moliner. Diccionario de uso del español (del latín <<Sapphῑcus>>, del gr. <<Sapphikós>>, de <<Sapphṓ>>, Safo, poetisa griega)                                                 adj. Y n. m. MÉTR. Se aplica al verbo clásico de once sílabas distribuidas en cinco pies, generalmente troqueos el primero y los dos últimos, espondeo el segundo y dáctilo el tercero. ® adj. MÉTR. También, a la estrofa compuesta de tres versos sáficos y uno adónico, y a la composición en estrofas de esta clase.

## Ejemplos
- Esteban Manuel de Villegas, Al Céfiro

ooo ó o oo óo óo
Dulce vecino de la verde selva,
huésped eterno del abril florido,
vital aliento de la madre Venus,
céfiro bando. 
- Cuando pesada la ciudad nos sea (Boscán)

- Entre las armas del sangriento Marte (Garcilaso)

- La providencia tiene aprisionada (Fray Luis de León)

## Enlaces
- http://dle.rae.es/?id=bfpCTfM
- http://www.rae.es/